# Arteria caecalis posterior
Die Arteria caecalis posterior (lat. für ‚hintere Blinddarmarterie‘) ist eine Schlagader der Bauchhöhle des Menschen. Sie entspringt im Bereich der Gekrösewurzel am Übergang vom Ileum zum Blinddarm aus der Arteria ileocolica und zieht an die rückenseitige Wand des Blinddarms, welchen sie zusammen mit der Arteria caecalis anterior versorgt. Häufig entspringt der Arteria caecalis posterior auch die Arteria appendicularis.